# Titanis
Titanis là loài chim ăn thịt không bay được đã tuyệt chủng thuộc họ Phorusrhacidae sinh sống tại Bắc Mỹ trong gian đoạn Blancan của kỷ Pliocene khoảng 1.8-4.9 triệu năm trước đây và tồn tại khoảng 3.1 triệu năm.Chúng cao khoảng 2.5 mét và nặng tầm 150 Kg.
Titanis được cho là có khả năng chạy tới 65 Km/giờ.